# Henri Le Fauconnier
Henri Le Fauconnier (født 5. juli 1881 i Hesdin i det franske departement Pas-de-Calais, død 25. december 1946 i Paris) var en fransk kunstner, der var en af pionerene inden for fauvismen og kubismen.
Han flyttede i 1901 til Paris for at studere jura, men skiftede i 1906 til malerkunsten på Académie Julian.
Inden han 1921 trak sig tilbage fra kunstnerlivet var han involveret i flere af periodens udstillinger: blandt andet Salon des Indépendants i 1905.
Til den anden udstilling 1910 hos "Neue Kunstlervereinigung" i München skrev han en introduktion, hvor han antydede, at kubismen var et skridt mod en mere spirituel kunst, en skridt i retning mod ekspressionismen.
I 1912 var han sammen med Fernand Léger og Piet Mondrian et af medlemmerne af Moderne Kunstkring (en) (moderne kunstcirkel) i Amsterdam, hvis udstillinger fremmede kendskabet til samtidskunsten i Holland; han skrev et forord: "Modern Sensibility and Painting".
Samme år var han repræsenteret på Salon d'Automne.
| - Henri Le Fauconnier portrætteret - Af Jan Toorop, 1918 - Af Louis Bouquet, 1922 Træstik, 15,7 x 11,6 cm |

| - Andre værker af Henri Le Fauconnier - Lille skolepige, 1907 - Landskab fra Ploumanac'h i Bretagne, 1908 (Museum Kranenburgh i Bergen Noord-Holland) - Digteren Paul Castiaux, 1910 Le Poète Paul Castiaux - Portræt af Albert Verwey (en), 1910'erne - Overflod, 1910-11 L'Abondance - Søen, 1911 (Hermitage Museum) - Jægeren, 1912 Le Chasseur - Huse på klipperne ved Ploumanac'h, 1913 Maisons dans les rochers à Ploumanac'h - Landskab ved Ploumanac'h, 1913 Paysage de Ploumanac'h - Hjem for gamle mænd og kvinder i Zandvoort, Noord-Holland, 1914 - "Der Traum des Vagabunden" "En følelse af sommer" (udstillingstitel) - Stilleben, 1921 |